# Olympiakós (basket-ball féminin)
Maillots
L’Olympiakós Le Pirée (grec moderne : Ολυμπιακός Σύνδεσμος Φιλάθλων Πειραιώς, « Association olympique de sportifs du Pirée », Ο.Σ.Φ.Π. ou simplement Ολυμπιακός) est un club grec de basket-ball, fondé en 1947, évoluant en Division A1, soit le plus haut niveau du championnat grec féminin. Il s'agit d'une section du club omnisports de l'Olympiakós, basé dans la ville du Pirée.

## Historique
La section basket-ball a été initialement fondée en 1947 et devint l’une des meilleures équipes de basket-ball féminin grec pendant les années 1950 et 1960, où elle remporta 3 Championnats du Centre (el) (1956, 1958, 1959), ce qui constituait la compétition la plus importante en Grèce à cette époque (jusqu’à ce que la Ligue grecque soit constituée en 1968).

La section de basket-ball féminin fut dissoute au milieu des années 1960 et, après une longue période d’inactivité, elle fut réactivée en 2015 au gré d’une fusion avec l’équipe de l’AE Soúrmena-Ellinikó (championne de Grèce en 2014 et 2015), créant une équipe solide organisée autour de joueuses grecques internationales.

## Palmarès
- Championnat de Grèce (9)
  - Vainqueur : 2016, 2017, 2018, 2019, 2020, 2022, 2023, 2024, 2025

- Coupe de Grèce (6)
  - Vainqueur : 2016, 2017, 2018, 2019, 2022, 2025

## Entraîneurs successifs
- 2015-2017:  Eléni Kapogiánni
- 2017-2018:  Kóstas Míssas
- 2018-2021:  Giórgos Pantelákis
- 2021-2022:  Mārtiņš Zībarts
- 2023-0000:  Thános Níklas

## Joueuses célèbres ou marquantes
- Zoí Dimitrákou
- Stylianí Kaltsídou
- Evanthía Máltsi
- Pelagía Papamichaíl
- Yvonne Anderson
- Victoria Macaulay